# WRESTLE PRINCESS 3
『WRESTLE PRINCESS 3』（レッスルプリンセススリー）は、日本の女子プロレス団体東京女子プロレスがTOKYO DOME CITY HALLで行った興行。

## 概要
2020年11月7日の『WRESTLE PRINCESS』以来、約2年ぶりのTOKYO DOME CITY HALL大会。2020年初頭からはじまった新型コロナウイルス感染症（COVID-19）の流行がおさまらっておらず、本大会においても感染対策を講じての開催となったが、ソーシャルディスタンスを保った上での不織布マスク着用の上での声援の解禁など、前年までと比べて制限は一部緩和された。
大会では、全部で9試合が行われた。インターナショナル・プリンセス王座戦では、渡辺未詩がアレックス・ウィンザーを破り、自身初のシングル王座を獲得。プリンセスタッグ王座戦は、令和のAA砲（赤井沙希&荒井優希）がリア・オライリー&ナイトシェイドを退けて王座防衛。メインイベントのプリンセス・オブ・プリンセス王座戦は、東京プリンセスカップ覇者の坂崎ユカが中島翔子を破り、3度目の王座戴冠となった。

## 試合
| オープニングマッチ 20分一本勝負 タッグマッチ                           |                                                               |                                               |
| 宮本もか ○長野じゅりあ                                                 | 9分24秒 旋風脚→体固め                                         | 遠藤有栖 鳥喰かや●                            |
| 第二試合 20分一本勝負 6人タッグマッチ                                  |                                                               |                                               |
| 上福ゆき 桐生真弥 ●猫はるな                                            | 12分11秒 紫電改→片エビ固め                                    | 角田奈穂○ まなせゆうな 長谷川美子             |
| 第三試合 15分一本勝負                                                  |                                                               |                                               |
| ○水波綾                                                                | 11分5秒 ラリアット→片エビ固め                                 | 鈴芽●                                         |
| 第四試合 15分一本勝負 TDC（とっても・でっかい・チャンス）ルール        |                                                               |                                               |
| ○瑞希                                                                  | 8分25秒 ダイビング・フットスタンプ・フロム・ラダー→片エビ固め | ハイパーミサヲ●                               |
| とってもでっかいチャンスを生み出せるのであれば凶器の使用が許可される。 |                                                               |                                               |
| 第五試合 20分一本勝負 6人タッグマッチ                                  |                                                               |                                               |
| マックス・ジ・インペイラー ○辰巳リカ 愛野ユキ                          | 12分48秒 スライディング・ヒップアタック→片エビ固め            | アジャコング らく 原宿ぽむ●                   |
| 第六試合 20分一本勝負 タッグマッチ                                     |                                                               |                                               |
| 山下実優 ○伊藤麻希                                                     | 13分44秒 伊藤デラックス                                       | 里歩 乃蒼ヒカリ●                              |
| 第七試合 30分一本勝負 インターナショナル・プリンセス選手権試合         |                                                               |                                               |
| ●アレックス・ウィンザー （第8代王者）                                  | 10分21秒 ティアドロップ→体固め                                | 渡辺未詩 ○ （挑戦者）                         |
| ※第8代王者が2度目の防衛に失敗、未詩が第9代王者となる。                 |                                                               |                                               |
| セミファイナル 30分一本勝負 プリンセスタッグ選手権試合                 |                                                               |                                               |
| 赤井沙希 ○荒井優希 （第10代王者組）                                    | 16分57秒 Finally→片エビ固め                                   | リア・オライリー ナイトシェイド● （挑戦者組） |
| ※第10代王者組が2度目の防衛に成功。                                     |                                                               |                                               |
| メインイベント 30分一本勝負 プリンセス・オブ・プリンセス選手権試合     |                                                               |                                               |
| ●中島翔子 （第10代王者）                                               | 22分44秒 魔法少女にわとり野郎→片エビ固め                      | 坂崎ユカ○ （挑戦者）                          |
| ※第10代王者が5度目の防衛に失敗、坂崎が第11代王者となる。               |                                                               |                                               |